# Pedro Pablo Trujillo
Pedro Pablo Trujillo Ramírez (Alpujarra, Tolima; 17 de julio de 1960) es un político y abogado colombiano. Ha sido Representante a la Cámara por el departamento del Tolima.

## Biografía
Es abogado de la Universidad Gran Colombia, Especialista en Derecho Administrativo y Constitucional de la Universidad Santo Tomas. Es Especialista en finanzas públicas de la ESAP. Ha sido docente universitario, jefe de personal de la Personería de Bogotá y secretario regional  del Sena Tolima. Fue secretario general de Teletolima y secretario de tránsito del municipio de Ibagué. 
Hizo parte del Partido Conservador hasta el 2009 donde comenzó a militar en el Partido de la U. Fue presidente de la Comisión Segunda Constitucional Permanente Cámara de Representantes Congreso de la República.
En 2010 la Sala Penal de la Corte Suprema de Justicia dictó resolución de acusación contra de Trujillo Ramírez, que posteriormente condenaría a 24 meses de cárcel por encontrarle responsable del delito de violación del régimen legal o constitucional de inhabilidades e incompatibilidades.
Para las elecciones de 2015 en Ibagué hizo parte del Movimiento Cívico en apoyo a la candidatura de Ricardo Alfonso Ferro.

## Controversias

### Parapolítica
En testimonios rendidos a la Corte Suprema de Justicia, integrantes de las Autodefensas Unidas de Colombia, lo señalaron de haber ofrecido dinero a cambio de ayudas para conseguir votos en las elecciones para Congreso del año 2006. A lo anterior, Trujillo denunció que se trataba de un montaje que era falsa cualquier reunión con un grupo criminal.